# François I. de Clèves, duc de Nevers

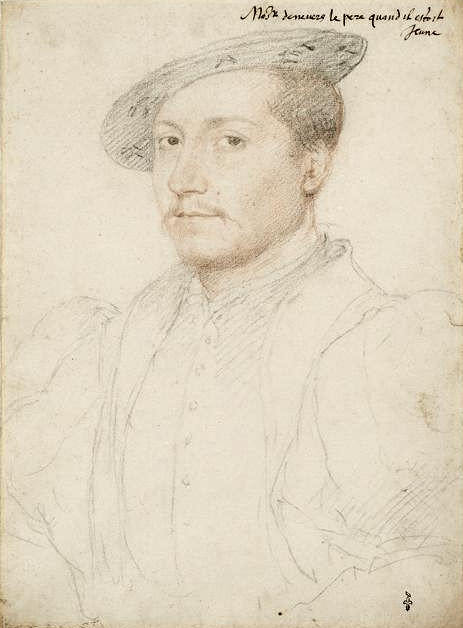
François I. de Clèves, Porträt von etwa 1540

François I. de Clèves (deutsch Franz I. von Kleve;* 2. September 1516 in Cussy-sur-Loire; † 13. Februar 1562 in Nevers) war seit 1521 Graf von Nevers und Eu und seit 1553 Graf von Beaufort.

## Leben

### Kindheit und Jugend
François kam als einziges Kind Charles’ de Clèves und dessen Ehefrau Marie d’Albret in Cussy-sur-Loire zur Welt. Väterlicherseits entstammte er damit dem französischen Zweig der klevischen Sekundogenitur des deutschen Adelsgeschlechts derer von der Mark, mütterlicherseits dem gascognischen Haus Albret. Als sein Vater 1521 starb, folgte ihm der noch unmündige François als Graf von Nevers und Eu sowie als französisch gouverneur général des Nivernais nach, stand in den ersten Jahren aber noch unter der Vormundschaft seiner Mutter. Diese stritt stellvertretend für ihren Sohn mit ihrer eigenen Schwester um das Erbe ihres Vorfahren Johann von Burgund. Im Juli 1525 musste sie schlussendlich unter anderem die Grafschaft Rethel und die Herrschaft Donzy an die Familie ihrer Schwester Charlotte abtreten. Die Grafschaft Nevers konnte sie dadurch jedoch für sich und ihren Sohn sichern.

### Militärische und politische Karriere

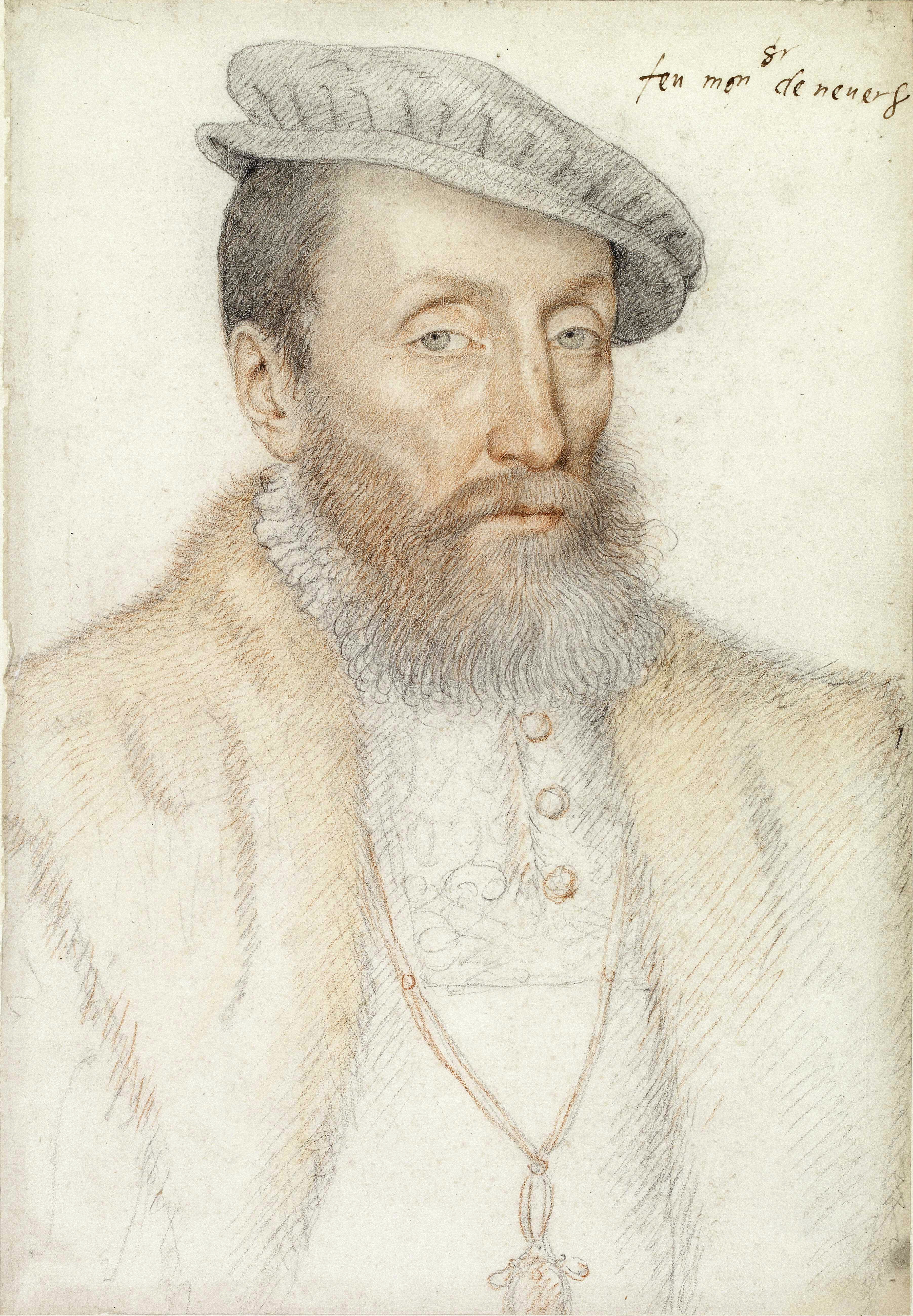
Porträt François’ I. de Clèves in älteren Jahren

1537 nahm François an einem Feldzug des Maréchal de Montmorency gegen das Herzogtum Savoyen teil. Zwei Jahre später wurde Nevers für ihn im Januar 1539 zum Herzogtum mit Pairschaft erhoben. Die Erhebung wurde am 17. Februar vom Parlement von Paris bestätigt. 1540 heiratete sein Vetter Wilhelm V., Herzog von Jülich-Kleve-Berg, vermutlich mit seiner Unterstützung, die erst 13-jährige Nichte des französischen Königs, Jeanne d’Albret. Im Oktober 1545 folgte François’ Ernennung zum Gouverneur der Champagne und der Grafschaft Brie. Nach dem Tod seiner Cousine Claude de Foix 1553 war ihm zudem deren Besitz zugefallen, der die Grafschaften Beaufort und Rethel, sowie die Herrschaften Orval, Donzy und Rosoy umfasste.
Eine wichtige militärische Funktion kam ihm 1551 zu, nachdem der Konflikt zwischen Frankreich und Habsburg erneut in einem Krieg mündete. François übernahm ein Kommando im französischen Heer, das gemäß dem Vertrag von Chambord den revoltierenden protestantischen Fürsten des Heiligen Römischen Reichs militärische Unterstützung im Kampf gegen den Kaiser zukommen lassen sollte. Nach Kämpfen in den niederländischen Provinzen nahm François an der Eroberung der Festung Metz am 10. April 1552 durch König Heinrich II. teil. Die anschließende erfolgreiche Verteidigung der Stadt 1553 gegen das Heer Kaiser Karls V. war nicht zuletzt François zu verdanken, der den Nachschub des Feindes unterband. Im weiteren Verlauf des Krieges konnte zudem die Bischofsstadt Toul, die zusammen mit Metz und dem ebenfalls eroberten Verdun fortan die Provinz Trois-Évêchés bildete, eingenommen werden. In den nächsten Jahren verteidigte François gemeinsam mit dem Marschall von Saint-André die Grenze der Champagne gegen Übergriffe kaiserlich-spanischer Truppen. 1557 war François ein Angehöriger des französischen Heeres, das am 10. August in der Schlacht von Saint-Quentin von einem spanisch-englischen Heer unter dem Herzog von Savoyen vernichtend geschlagen wurde. François war einer der wenigen hohen französischen Militärs, die der Gefangennahme durch den Feind entgingen. Danach führte er ein Heer gegen Luxemburg, wo er Thionville einnahm, während gleichzeitig der Duc de Guise das von England gehaltene Calais eroberte. Am 3. April 1559 endete der Krieg in dem für Frankreich nachteiligen Frieden von Cateau-Cambrésis. Im März 1560 gehörte François I. zu den ersten, welche die Verschwörung von Amboise aufdeckten und an der Verfolgung der Rädelsführer mitwirkten. Im letzten Jahr seines Lebens trat er zum calvinistischen Glauben über. Er starb im Alter von 45 Jahren in Nevers.

## Ehen und Nachkommen

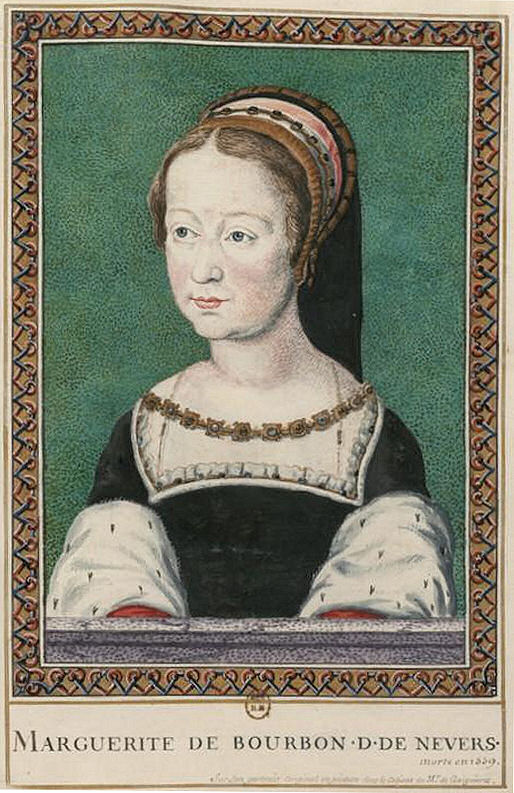
François’ erste Frau Marguerite de Bourbon

François war in erster Ehe mit seiner Cousine zweiten Grades, Marguerite de Bourbon, verheiratet. Sie war eine Tochter des Herzogs Charles de Bourbon und damit eine Tante des zukünftigen Königs Heinrich IV. von Frankreich. Die Hochzeit fand, nach der Erteilung des nötigen päpstlichen Dispens’, am 19. Januar 1538 im Louvre statt.
Beider Kinder waren:
- François II. (* 31. Juli 1540; † 19. Dezember 1562), Herzog von Nevers und Graf von Rethel
- Henriette (* 31. Oktober 1542; † 24. Juni 1601), Erbin von Nevers-Rethel

⚭ am 4. März 1565 mit Luigi Gonzaga
- Jacques (* 1. Oktober 1544; † 6. September 1564), Prince de Nevers, Herr von Orval, Herzog von Nevers und Graf von Rethel

⚭ seit 1558 Diane de La Marck, Tochter von Robert IV. de La Marck Herzog von Bouillon
- Henri († starb jung)
- Catherine (* 1548; † 11. Mai 1633), Gräfin von Eu und Beaufort

1. ⚭ am 4. Oktober 1560 Antoine III. de Croÿ, Prince de Porcéan
2. ⚭ am 4. Oktober 1570 Henri I. de Lorraine, dritter Herzog von Guise
- Marie (* 1553; † 1574)

⚭ 1572 Henri I. de Bourbon-Condé
In zweiter Ehe war François seit 1560 mit Marie de Bourbon († 1601), Herzogin von Estouteville und Gräfin von St-Pol, verheiratet. Marie war eine Cousine ersten Grades von François’ erster Ehefrau. Die Ehe blieb kinderlos.